# فيليكس غيرا
فيليكس غيرا (14 يناير 1989 بكوبا - ) هو لاعب كرة قدم كوبي في مركز الوسط. شارك مع منتخب كوبا لكرة القدم. أما مع النوادي، فقد لعب مع CF Granma ‏.

## وصلات خارجية
- فيليكس غيرا على موقع قاعدة بيانات كرة القدم.إي يو (الإنجليزية)
- فيليكس غيرا على موقع ناشيونال فوتبول تيمز (الإنجليزية)
- فيليكس غيرا على موقع Soccerway.com (الإنجليزية)